# Flug über Wien

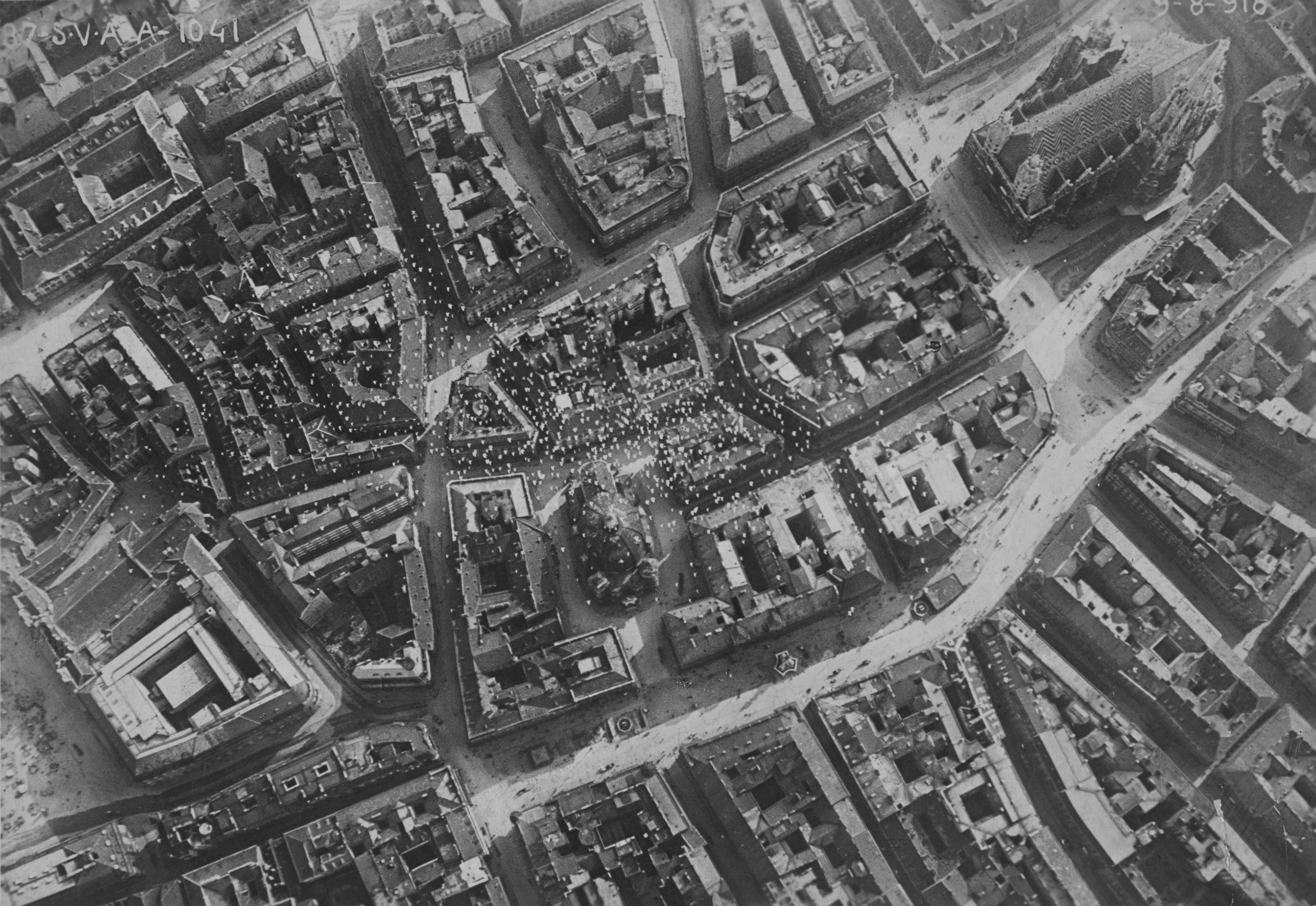
Abwurf der Flugblätter über dem Graben in der Wiener Innenstadt, rechts oben der Stephansdom

Der Flug über Wien war ein Propagandaflug mehrerer italienischer Aufklärungsflugzeuge während des Ersten Weltkrieges. Bei dem von dem Schriftsteller Gabriele D’Annunzio am 9. August 1918 angeführten Unternehmen wurden mehrere tausend Flugblätter über Wien abgeworfen.

## Vorgeschichte
Gabriele D’Annunzio spielte bereits im Oktober 1915 mit dem Gedanken, über die Hauptstadt des Kriegsgegners zu fliegen. Er hatte sich zu diesem Zeitpunkt schon als Flugzeugbeobachter ausgezeichnet und Propagandaschriften über Triest (7. August 1915) und Trient (20. September 1915) abgeworfen. Zuvor musste er alle Hebel in Bewegung setzen und selbst bei Ministerpräsident Salandra vorstellig werden, damit er mit 52 Jahren überhaupt in den aktiven Dienst gestellt wurde.

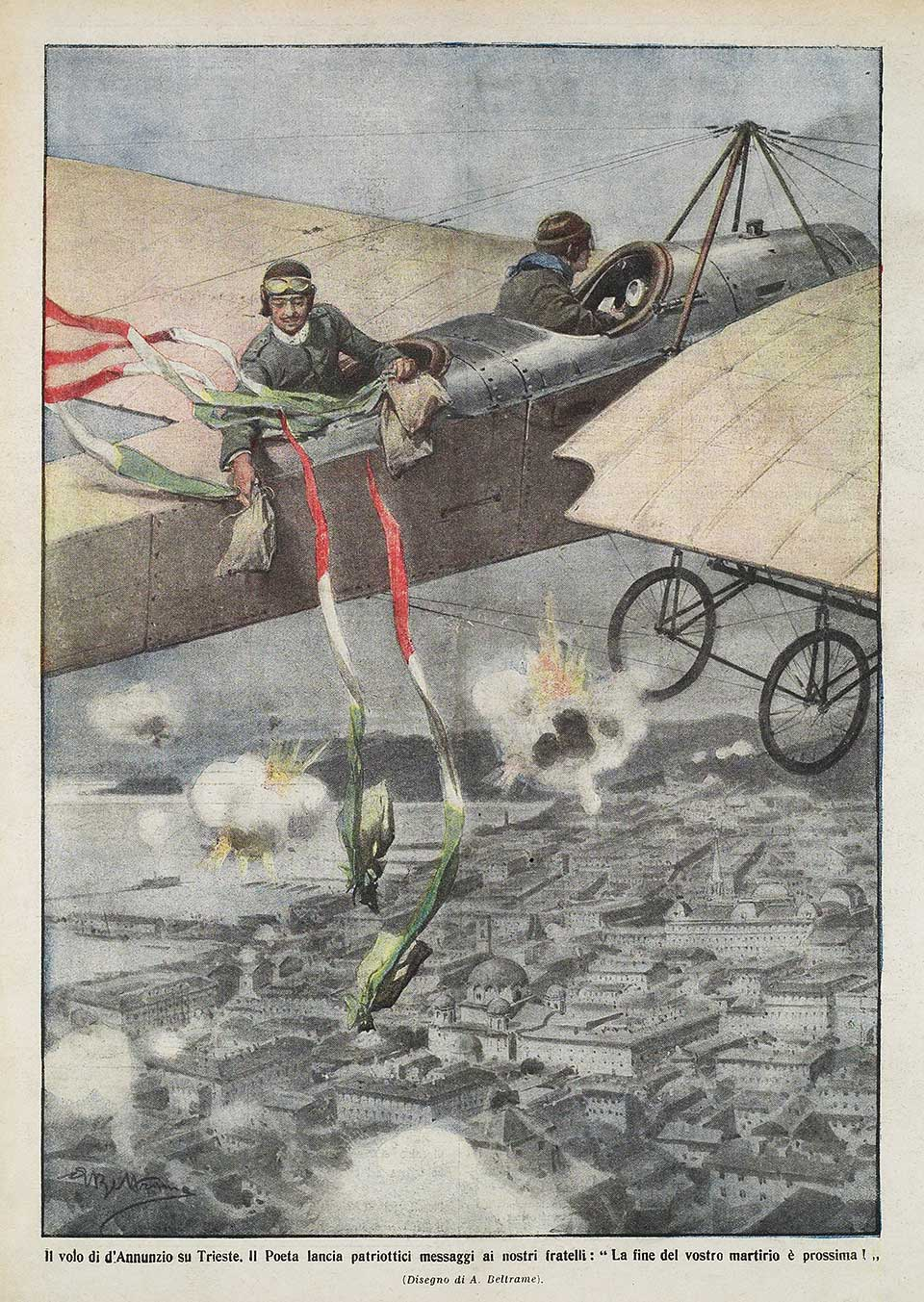
Der Flug D’Annunzios über Triest im August 1915 illustriert von Achille Beltrame

Der Flug über Wien war keine ausschließliche Idee D’Annunzios. Er griff diese vielmehr bei einem Gespräch mit Ugo Ojetti im Oktober 1915 auf und konnte sie in der Folgezeit geschickt für sich vereinnahmen, auch wenn sie wegen des zu diesem Zeitpunkt unzureichenden Fluggerätes reine Utopie blieb.
Der Gedanke ließ ihn dennoch nicht los. Nach einem Feindflug über Görz unterzeichnete er ein Erinnerungsfoto mit Donec at metam: Vienna (dt. Bis zum Ziel: Wien). Die Ambitionen D’Annunzios erhielten nach seiner im Januar 1916 erlittenen Augenverletzung einen Dämpfer, als er bei einer Notlandung mit dem Kopf auf den Flugzeugrumpf aufschlug. Der Poet stellte es im Nachhinein so dar, als ob er gegen das Maschinengewehr des Flugzeugs gestoßen sei. Nach dem Unfall war er auf dem rechten Auge für einige Stunden blind. Aus Angst, nicht mehr fliegen zu dürfen, ließ er sich trotz Beschwerden nicht behandeln, was ihn schließlich den Verlust des rechten Augenlichtes und eine erzwungene Erholungspause kostete.
Im Dezember 1916 griffen einige Offiziere des 4. Bombergeschwaders die Idee wieder auf. Als Anfang 1917 der neue wesentlich verbesserte Caproni-Bomber vom Typ Ca. 3 zur Verfügung stand, wollte man das zögerliche Oberkommando vor vollendete Tatsachen stellen. Aufgrund widriger Umstände und voller Einsatzpläne musste das heimlich geplante Vorhaben jedoch immer wieder verschoben werden. Dennoch ließ man nicht davon ab, da man befürchtete, D’Annunzio würde bei einer Zusage des Oberkommandos den Vorzug erhalten. Ende August 1917 konnte endlich der Abflug auf den 30. August festgelegt werden.
D’Annunzio, von seiner Augenverletzung mittlerweile genesen, erfuhr von dem eigenmächtigen Unternehmen und konnte es durch geschickte Intervention bei den Vorgesetzten gerade noch verhindern. Er machte sich nun selbst daran, eine entsprechende Freigabe zu erhalten. Nach einem Brief an Cadorna erhielt er grünes Licht für einen neunstündigen Testflug, der am 4. September erfolgreich abgeschlossen wurde. Eine endgültige Freigabe blieb ihm jedoch versagt, da man nach der Intervention Benedikts XV. und seiner Friedensnote Dès le début die Verhandlungen über einen Waffenstillstand mit der provokanten Aktion nicht gefährden wollte.
Nach der für Italien katastrophalen Zwölften Isonzoschlacht Ende Oktober 1917 musste das Unternehmen hintangestellt werden. Im Frühjahr 1918 wurde das Interesse D’Annunzios nach einigen erfolgreichen Langstreckenoperationen mit Flügen über Innsbruck, Friedrichshafen, Cattaro und Zagreb neu geweckt. Mitte Juni 1918 entschloss sich das italienische Oberkommando, den Wienflug mit der 87ª Squadriglia Serenissima durchzuführen, die mit dem schnellen einsitzigen Fernaufklärer S.V.A. 5 ausgerüstet war, was zum automatischen Ausschluss des mittlerweile zum Major beförderten D’Annunzio geführt hätte. Nach energischen Protesten D’Annunzios gestand man ihm zu, mit einem zweisitzigen Prototyp von S.V.A. an dem Unternehmen teilzunehmen, der allerdings bei einem Testflug Anfang Juli zu Bruch ging. Daraufhin wurde in aller Eile eine zweisitzige S.V.A. 10 für den Flug umgebaut.

## Die Flugvorbereitungen
Am 29. Juli 1918 traf bei der 87ª Squadriglia der Einsatzbefehl ein. Sobald die Wetterverhältnisse es zuließen, konnte der Flug nun jederzeit durchgeführt werden. Die Leitung unterstand Gabriele D’Annunzio als ranghöchstem Offizier.
Die Operation besaß laut Oberkommando einen ausschließlich demonstrativen Charakter, weder der Stadt noch ihren Einwohnern sollte Schaden zugefügt werden. Der Operationsplan sah vor, dass 14 Maschinen in zwei übereinander leicht versetzt fliegenden Dreiecksformationen vom Flugfeld San Pelagio bei Padua nach Wien und zurück fliegen sollten. Für den Hinflug wurde die Route San Pelagio, Livenza-Mündung, Cividale, Triglav, Klagenfurt, Große Saualpe, Bruck, Mürztal, Wiener Neustadt, Wien gewählt. Der Rückflug sah eine südöstlichere Route entlang der Südbahnstrecke Wien–Graz–Triest und über Grado entlang der Adriaküste und Venedig zurück nach San Pelagio vor. Alle Flugzeuge waren so auszurüsten, dass sie im Falle einer Notlandung zerstört werden konnten. D’Annunzio trug zudem, wie bei seinen bisherigen Feindflügen auch, eine Giftkapsel bei sich, um sich einer eventuellen Gefangennahme entziehen zu können. Neben dem Abwurf von Flugblättern sollten ausgewählte Ziele, wie Eisenbahnknotenpunkte und Industrieanlagen in Wiener Neustadt, fotografiert werden. Antonio Locatelli führte neben der fest montierten Bordkamera noch einen kleinen Handapparat mit, mit dem er während des Fluges Aufnahmen von den anderen Maschinen machte.
Sollte Wien nicht erreicht werden, mussten die Flugblätter wieder zur Basis zurückgebracht werden. Ein Abwurf andernorts war auf das Strengste verboten. Die Texte waren von D’Annunzio und Ugo Ojetti verfasst worden. Letzterer war seit März 1918 Kommissar für Feindpropaganda im italienischen Generalstab. Insgesamt wurden drei verschiedene Flugblätter mit einer Auflage von knapp 400.000 Stück gedruckt. Die von Ojetti verfassten Texte lagen auch in deutscher Übersetzung vor, während der von D’Annunzio verfasste Text vom Oberkommando für zu unverständlich gehalten und nicht übersetzt wurde. Jede Maschine sollte 20 Kilogramm Flugblätter mitführen.
|  | Der Text des deutschen Flugblatts: WIENER! Lernt die Italiener kennen. Wenn wir wollten, wir könnten ganze Tonnen von Bomben auf euere [sic] Stadt hinabwerfen, aber wir senden euch nur einen Gruss [sic] der Trikolore, der Trikolore der Freiheit. Wir Italiener führen den Krieg nicht mit den Bürgern, Kindern, Greisen und Frauen. Wir führen den Krieg mit euerer [sic] Regierung, dem Feinde der nationalen Freiheit, mit euerer [sic] blinden, starrköpfigen und grausamen Regierung, die euch weder Brot noch Frieden zu geben vermag und euch nur mit Hass und trügerischen Hoffnungen füttert. WIENER! Man sagt von euch, dass ihr intelligent seid, jedoch seitdem ihr die preussische Uniform angezogen habt ihr [sic] seid auf das Niveau eines Berliner-Grobians [sic] herabgesunken, und die ganze Welt hat sich gegen euch gewandt. Wollt ihr den Krieg fortführen? Tut es, wenn ihr Selbstmord begehen wollt. Was hofft ihr? Den Entscheidungssieg, den euch die preussischen [sic] Generale versprochen haben? Ihr Entscheidungssieg ist wie das Brot aus der Ukraina [sic]: Man erwartet es und stirbt bevor es ankommt. Bürger Wiens! Bedenkt was euch erwartet und erwacht! HOCH LEBE DIE FREIHEIT! HOCH LEBE ITALIEN! HOCH LEBE DIE ENTENTE! |

Der Abflug wurde für den 2. August um 5:15 Uhr festgelegt. Am 2. August hoben 14 Maschinen, 13 einsitzige S.V.A. 5 und eine doppelsitzige S.V.A. 10, wie geplant ab, mussten aber über Udine aufgrund schlechten Wetters wieder umkehren. Auf dem Rückflug kam Nebel auf und die Formation löste sich befehlsgemäß auf. Einige Flieger kamen vom Kurs ab und landeten in Verona, Ferrara, Bergamo und Bologna, wobei mehrere Maschinen bei der Landung beschädigt wurden und ausfielen. Am 5. August war die Staffel wieder einsatzbereit. Nachdem am 6. und 7. August die Wetterverhältnisse keine weiteren Starts zuließen, gelang am 8. August mit den verbliebenen elf Maschinen der zweite Startversuch. Doch auch dieser Versuch scheiterte nach wenigen Flugstunden an den schlechten Wetterbedingungen über den Alpen. Die von Ludovico Censi geflogene S.V.A. 5, die aufgrund technischer Probleme erst später startete, kam beim Versuch, die Formation einzuholen, vom Kurs ab und geriet in schwere Turbulenzen, so dass sich der Pilot gezwungen sah, die mitgeführten Flugblätter über feindlichem Gebiet abzuwerfen, was den Überraschungseffekt der ganzen Operation in Frage stellte. Nach dem erneuten Fehlversuch wollte das Oberkommando die Operation absagen, da man die Maschinen für andere Aufgaben dringend benötigte. Dem Staffelführer Hauptmann Alberto Masprone und D’Annunzio gelang es, einen 24-stündigen Aufschub für einen letzten Versuch zu erhalten. Da das Oberkommando befohlen hatte, dass mindestens fünf Maschinen Wien erreichen mussten und ansonsten die Operation abzubrechen sei, versammelte D’Annunzio am 9. August kurz vor dem Start die von ihm auserwählten Piloten Natale Palli, Antonio Locatelli, Gino Allegri, Aldo Finzi und Piero Massoni um sich. Sich dieser letzten Chance bewusst, musste die Gruppe ihm schwören, ihn auf jeden Fall bis nach Wien zu begleiten.

## Der Flug

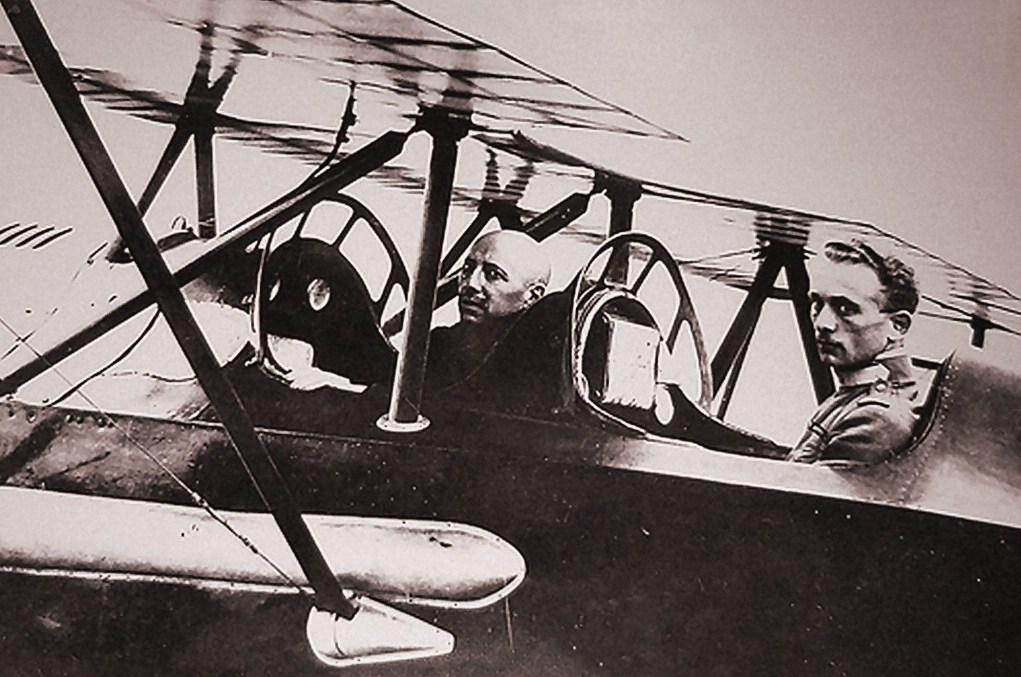
Gabriele D’Annunzio und Natale Palli

Am 9. August hoben elf Maschinen um 5:50 Uhr von San Pelagio in Richtung Wien ab. Kurz darauf mussten zwei Flugzeuge wegen Motorproblemen wieder umkehren, während die Maschine von Hauptmann Masprone notlanden musste. Die verbliebenen acht S.V.A., neben den fünf von D’Annunzio auserwählten „Verschwörern“ waren noch Ludovico Censi, Giordano Granzarolo und Giuseppe Sarti (teilweise auch als Giovanni Sarti bezeichnet) mit dabei, setzten den Flug ohne Probleme fort. Um 6:40 Uhr wurde die Formation mit Palli und D’Annunzio an der Spitze in Caorle zum ersten Mal von österreichisch-ungarischen Beobachtern gesichtet. Weitere Sichtmeldungen folgten, ohne dass offensichtliche Gegenmaßnahmen getroffen wurden. Bei Klagenfurt wurde die Staffel von zwei Fliegern einer Flugschule bemerkt. Als sie diese Meldung machten, schenkte man ihnen jedoch keinen Glauben. Ab der Saualpe war der Himmel bedeckt, was die Bodensicht behinderte und die Navigation erschwerte, aber auch die Gefahr, vom Boden aus entdeckt zu werden, verringerte. Um 8:10 Uhr wurden zwischen Judenburg und Graz Motorengeräusche vernommen, die Wolken verhinderten aber eine Identifizierung der Maschinen, die mittlerweile ihre maximale Flughöhe von 3.650 m erreicht hatten.
Bei Neunkirchen durchbrach die Formation wieder die Wolkendecke. Über Wiener Neustadt fiel die Maschine von Sarti wegen eines defekten Einspritzventils zurück. Sarti gelang es zwar, die Treibstoffzufuhr zu blockieren und damit einen Brand zu verhindern, musste aber notlanden. Bei der Notlandung bei Schwarzau am Steinfeld überschlug sich die S.V.A. 5. Sarti blieb weitgehend unverletzt und konnte sein Flugzeug gerade noch verlassen und in Brand stecken, bevor er von Gendarmen aufgegriffen wurde. Bei seiner Einvernahme machte er folgende Angaben:

„Acht italienische Flugapparate, nur mit den Piloten bemannt, stiegen heute früh in Padua auf. Der Weg ging über Klagenfurt nach Wien, wo sie Zettel abwarfen, um dann sofort wieder zurückzukehren. Sie hatten gehofft, schon mittags wieder in Padua zu sein. Sie hatten bei ihrem Fluge weder Bomben noch andere Kampfmittel mit.“

Gegen 9 Uhr riss die Sonne die Hochnebeldecke auf und eine Viertelstunde später tauchte Wien vor den Augen der acht verbliebenen Flieger auf. Um 9:20 Uhr waren die sieben Maschinen mit Natale Palli und Gabriele D’Annunzio, Antonio Locatelli, Gino Allegri, Aldo Finzi, Pietro Massoni, Ludovico Censi und Giordano Granzarolo über dem Stadtgebiet. Bevor die Staffel die Wiener Außenbezirke Hietzing und Meidling überflog, hatte Palli bereits das Zeichen zum Sturzflug gegeben.

### Über Wien
Der Flug über dem Wiener Stadtgebiet in etwa 600 m Höhe dauerte um die 20 Minuten, ohne dass die Formation auf irgendwelche Gegenwehr stieß. So hatte die Flakbatterie auf dem Rosenhügel die Maschinen erst als italienische Flugzeuge identifiziert, als sie wieder aus der Schussweite waren. Auch eine schon um 7:45 Uhr abgeschickte Meldung aus Kärnten erreichte die auf dem Flugfeld Wiener Neustadt stationierte Jagdstaffel erst um 10:20 Uhr. Letztere war um 9:35 Uhr über die italienischen Flieger informiert worden, nachdem sich diese bereits über Wien befanden. Um 9:50 Uhr löste das Kommando des Luftfahrzeugabwehrdienstes Alarm aus und um 10:05 Uhr hoben einige Jagdflugzeuge von Wiener Neustadt ab, als die auf dem Rückflug befindlichen italienischen Maschinen erneut hinter Wolken verschwunden waren.
Die Staffel um Gabriele D’Annunzio hatte in der Zwischenzeit ihre mitgeführten Flugblätter abgeworfen und zahlreiche Luftaufnahmen vom Stadtgebiet gemacht, das von West nach Ost überflogen wurde. Entlang dieser Flugroute wurden Flugblätter über Hietzing, Schönbrunn, Meidling, dem Westbahnhof, der Mariahilfer Straße und der Innenstadt abgeworfen. Die Flugblätter wurden von den Behörden eingesammelt und vernichtet, die Verbreitung unter Strafe gestellt und die Bevölkerung aufgerufen, eventuell in ihren Besitz gelangte Flugblätter bei der Polizei abzugeben.

### Der Rückflug
Nach 20 Minuten wurde um 9:40 Uhr der Rückflug eingeschlagen. Es ging zunächst der Donau entlang nach Schwechat, bevor die Formation befehlsgemäß den Gleisen der Südbahn Graz–Laibach–Triest folgte. Starker Rückenwind unterstützte den Weg zurück. Von österreichisch-ungarischen Jagdfliegern war immer noch keine Spur zu sehen. Sollten feindliche Flieger auftauchen, sollte laut Einsatzbefehl einem Luftkampf aus dem Wege gegangen und von der überlegenen Geschwindigkeit der S.V.A. Gebrauch gemacht werden. Über Laibach klarte der bis dahin verhangene Himmel auf und über Haidenschaft machte sich zum ersten Mal die österreichisch-ungarische Flugabwehr bemerkbar. Der Flak- und Maschinengewehrbeschuss richtete aber keine Schäden an. Vor Triest kam es bei der Maschine von Palli und D’Annunzio zu kurzen Motoraussetzern. Als man Triest erreichte, nahmen zwei Wasserflugzeuge die Verfolgung auf, erreichten aber die schnelleren S.V.A. nicht. Beim Flug entlang der Adriaküste traf man auf die ersten italienischen Torpedoboote, die im Notfall Hilfe leisten sollten. Über Grado wurde die Staffel zum letzten Mal beschossen. Gegen Mittag wurde Venedig überflogen und um 12:36 Uhr landeten alle sieben Maschinen nach über sechseinhalb Stunden Flug wieder in San Pelagio.

## Reaktionen
Der erste Feindflug einer Ententemacht über einer Hauptstadt der Mittelmächte löste ein großes Presseecho aus. Auch die ausländische Presse wie die Times oder der Daily Telegraph lobten das Unternehmen.
In Italien gab es aber auch kritische Stimmen. In einer parlamentarischen Anfrage wurde der Abwurf von Flugblättern anstatt von Bomben kritisiert, woraufhin sich das Kriegsministerium zu einer Stellungnahme veranlasst sah, die dem Oberbefehlshaber Diaz anvertraut wurde. Dieser unterstrich nochmals den rein demonstrativen Charakter des Unternehmens, mit dem die Überlegenheit über den Gegner unterstrichen werden sollte. Hintergrund der Anfrage waren die wiederholten österreichisch-ungarischen Luftangriffe auf Venedig und der Bombenangriff von LZ 104 auf Neapel. Das Oberkommando hob zudem hervor, dass eine Bombenmitnahme auf eine 20 kg Bombe beschränkt und der militärische Erfolg in dem Fall unbedeutend gewesen wäre.
Auf österreichischer Seite löste der Flug eine allgemeine Alarmstimmung und eine Reihe von Untersuchungen von höchster Stelle aus. Es ging insbesondere darum zu klären, wie die feindlichen Flieger über Wien auftauchen konnten, ohne dass die Stadt vorher in Alarmbereitschaft versetzt worden war.
Die Arbeiter-Zeitung aus Wien lobte auch die hervorragende Leistung der italienischen Flieger und zollte ihnen ihre Anerkennung. Insbesondere die Leistung des gänzlich unmilitärischen D’Annunzio wurde hervorgehoben. Dieser hätte sich bewusst Todesgefahren ausgesetzt, im Gegensatz zu manch österreichischen Dichtern in den Reihen der k.u.k. Armee, die ihn in der Vergangenheit wegen seiner leeren Phrasen gerne verurteilten.